# Samoa nos Jogos Olímpicos de Verão de 1984
A Samoa competiu nos Jogos Olímpicos pela primeira vez nos Jogos Olímpicos de Verão de 1984 em Los Angeles, Estados Unidos.

## Resultados por Evento

### Atletismo
Arremesso de peso masculino
- Henry Smith
  - Classificatória — 16,09 m (→ não avançou, 19º lugar)